# 弁天山 (熊本県)

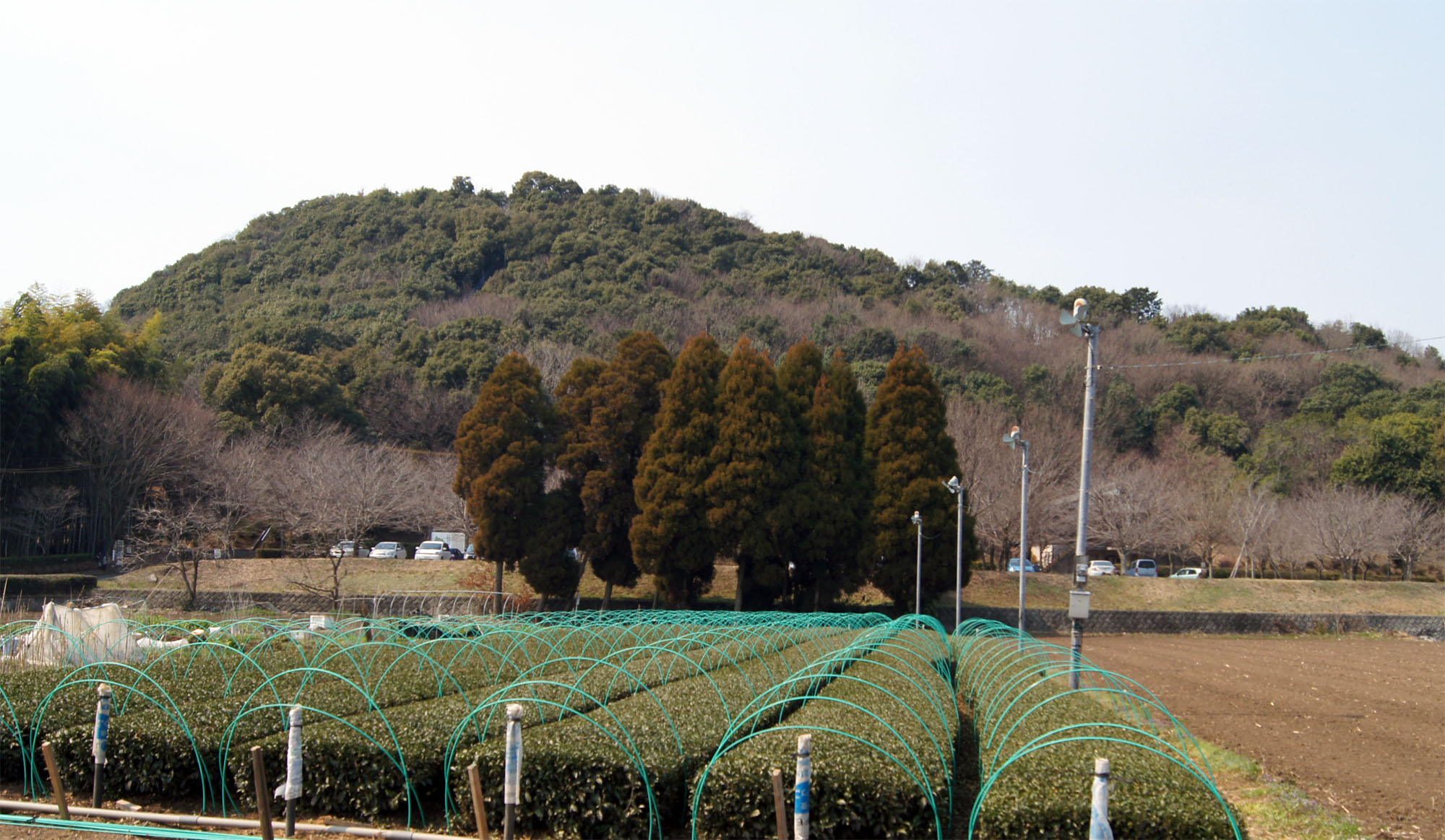
弁天山

弁天山（べんてんさん）は、熊本県合志市にある山。標高は145.72m。

## 地理
西合志町のほぼ中央に位置する単独峰である。頂上からは阿蘇山や熊本市街地など360度を一望でき、「熊本緑の百景」や「新くまもと百景」に選定されている。
山名は聖徳太子の時代に、この山に紫の雲がたなびくとともに美しい雅楽が響き、地元の愛樂寺の泊転という僧の夢枕に天女が現れ、そのお告げにより山頂近くに弁財天を祀ったことに由来する。

## 弁天山公園
山頂付近は自然公園として1988年（昭和63年）から整備されてきた。弁天山公園にはクヌギやコナラ、クリ、カシワなどの落葉樹、シイやカシなどの常緑樹の森が広がり、昆虫の宝庫にもなっている。
園内の施設として、展望台、キャンプ場、アスレチック広場、芝生広場、薬草園、展望広場、野鳥の森、昆虫の森などがある。